# Комсомольский (Дергачёвский район)
Комсомо́льский — посёлок в Дергачёвском районе Саратовской области, входит в состав Зерновского муниципального образования. Основан в 1929 году.

## География
Посёлок находится на расстоянии примерно 40 км (по прямой) к югк от посёлка Дергачи, административного центра района.

## Население
| 2010 |
| ---- |
| 21   |

### Национальный состав
Согласно результатам переписи 2002 года, в национальной структуре населения казахи составляли 77 % из 116 чел>.